# Chancey
Chancey är en kommun i departementet Haute-Saône i regionen Bourgogne-Franche-Comté i östra Frankrike. Kommunen ligger i kantonen Pesmes som tillhör arrondissementet Vesoul. År 2022 hade Chancey 197 invånare.

## Befolkningsutveckling
Antalet invånare i kommunen Chancey
| Referens: INSEE |